# Kuta Tuha (Panga)
Kuta Tuha is een bestuurslaag in het regentschap Aceh Jaya van de provincie Atjeh, Indonesië. Kuta Tuha telt 1583 inwoners (volkstelling 2010).